# Kanton Amfreville-la-Campagne
Der Kanton Amfreville-la-Campagne war bis 2015 ein französischer Wahlkreis im Arrondissement Bernay, im Département Eure und in der Region Haute-Normandie; sein Hauptort war Amfreville-la-Campagne, Vertreter im Generalrat des Départements war zuletzt von 2001 bis 2015 Daniel Leho. 
Mit Wirkung auf den 1. Januar 2006 wechselte der Kanton Amfreville-la-Campagne im Zuge einer Verwaltungsreform vom Arrondissement Évreux zum Arrondissement Bernay.
Der 24 Gemeinden umfassende Kanton war 117,53 km² groß und hatte 15.566 Einwohner (Stand: 2012). 

## Gemeinden
| Gemeinde                      | Einwohner | Code postal | Code Insee |
| ----------------------------- | --------- | ----------- | ---------- |
| Amfreville-la-Campagne        | 873       | 27370       | 27011      |
| Le Bec-Thomas                 | 221       | 27370       | 27053      |
| Fouqueville                   | 424       | 27370       | 27261      |
| Le Gros-Theil                 | 827       | 27370       | 27302      |
| La Harengère                  | 418       | 27370       | 27313      |
| La Haye-du-Theil              | 250       | 27370       | 27320      |
| Houlbec-près-le-Gros-Theil    | 82        | 27370       | 27344      |
| Mandeville                    | 235       | 27370       | 27382      |
| La Pyle                       | 115       | 27370       | 27482      |
| Saint-Amand-des-Hautes-Terres | 308       | 27370       | 27506      |
| Saint-Cyr-la-Campagne         | 370       | 27370       | 27529      |
| Saint-Didier-des-Bois         | 787       | 27370       | 27534      |
| Saint-Germain-de-Pasquier     | 139       | 27370       | 27545      |
| Saint-Meslin-du-Bosc          | 156       | 27370       | 27572      |
| Saint-Nicolas-du-Bosc         | 251       | 27370       | 27574      |
| Saint-Ouen-de-Pontcheuil      | 100       | 27370       | 27579      |
| Saint-Pierre-des-Fleurs       | 1.249     | 27370       | 27593      |
| Saint-Pierre-du-Bosguérard    | 844       | 27370       | 27595      |
| La Saussaye                   | 1.954     | 27370       | 27616      |
| Le Thuit-Anger                | 584       | 27370       | 27636      |
| Le Thuit-Signol               | 1.766     | 27370       | 27638      |
| Le Thuit-Simer                | 347       | 27370       | 27639      |
| Tourville-la-Campagne         | 753       | 27370       | 27654      |
| Vraiville                     | 477       | 27370       | 27700      |

## Bevölkerungsentwicklung
| 1962 | 1968 | 1975 | 1982   | 1990   | 1999   |
| ---- | ---- | ---- | ------ | ------ | ------ |
| 5559 | 6782 | 8740 | 11.755 | 13.110 | 13.530 |